# Peperomia davidsonii
Peperomia davidsonii är en pepparväxtart som beskrevs av Truman George Yuncker. Peperomia davidsonii ingår i släktet peperomior, och familjen pepparväxter. Inga underarter finns listade i Catalogue of Life.